# بتهوون، قسمت دوم
بتهوون، قسمت دوم (انگلیسی: Beethoven's 2nd) فیلمی آمریکایی به کارگردانی رود دنیل است که در سال ۱۹۹۳ منتشر شد.

## بازیگران
- چارلز گرودین
- بونی هانت
- نیکول تام
- کریستوفر کاستیل
- سارا رز کار
- دبی مازار
- کریس پن
- اشلی همیلتون
- دنی مسترسون
- مائوری چایکین
- جف کوری
- کوین دان
- ویلیام شارلت